# Orestias tomcooni
Orestias tomcooni är en fiskart som beskrevs av Parenti, 1984. Orestias tomcooni ingår i släktet Orestias och familjen Cyprinodontidae. Inga underarter finns listade i Catalogue of Life.